# Rasim Balayev
Rasim Balayev (en azéri: Rasim Əhməd oğlu Balayev, né le 8 août 1948 à Aghsou, Azerbaïdjan) est un acteur soviétique, azerbaïdjanais, Artiste du peuple de la RSS d'Azerbaïdjan (1982). Lauréat du Prix d'État de la RSS d'Azerbaïdjan.

## Biographie
Ahmad Balayev, le père de Rasim Balayev, était une figure bien connue, respectée dans la région de Chirvan. Sa mère, Zumrud khanum, est une femme d'une grande sincérité, gentillesse.Rasim Balayev est entré en première année à Agsu en 1954, à l'âge de 6 ans.

## Études
Rasim Balayev obtient son diplôme d'études secondaires en 1965. L’artiste Samandar Rzayev suscite en lui un profond intérêt pour le métier d'acteur.Il vient à Bakou et entre à l'Institut de théâtre M.A. Aliyev, à présent l'Université d'État de la culture et des arts d'Azerbaïdjan. Mehdi Mammadov, Mukhlis Janizade, Rza Tahmasib et d'autres lui apprennent les secrets du métier d'acteur.Pendant ses études en troisième année, Rasim Balayev s'est vu confier le rôle de Hasanzadeh dans la pièce Tu es toujours avec moi de notre grand dramaturge Ilyas Afandiyev.
Sur la scène de l'institut, il interprète les rôles de Carl Moor dans Fugitives de F. Schiller, Hadji Ahmad dans Almaz de Dj.Djabbarli, Cheikh dans le poème "Azer" de H. Djavid.

## Rôles
Rasim Balayev, qui a habilement créé des personnages dans des films tels que Nasimi, Babek, Dada Gorgud, Fugitive Nabi, Satan sous les yeux, Chambre d'hôtel et d'autres, a visité le Turkménistan, l'Allemagne, la Turquie, le Tadjikistan, l'Iran, la Russie… pour tourner des films à la demande de ces pays.

## Prix
- Ordre de la Souveraineté[4]